# Jules Roux
Jules Roux, född 1807, död 1877, var en fransk kirurg.
Roux blev 1842 kirurgie professor i Toulon, där han 1846 första gången utförde den av honom uppfunna och efter honom benämnda metoden för exartikulation i fotleden. Under kriget 1859 var han överkirurg i Toulon och 1872–75 inspecteur général för franska flottans sanitetsväsen.
Roux var en framstående marinläkare. Lika utmärkt som operatör, lärare och författare, icke blott förlänade han glans åt skolan i Toulon, utan bidrog också i många stycken väsentligen till kirurgins framsteg.